# 義姁
義姁，一作義妁（？—？年），西漢河東郡（今山西永濟）人，與東晉鮑姑、北宋張小娘子、明朝談允賢同被稱為中國古代四位女名醫。

## 生平
漢武帝劉徹時，義姁醫好武帝母王太后的疾病，一日王太后問她有兒子或兄弟為官的嗎？義姁回答：「有一個弟弟，但他沒有品行，不可為官。」，但是因太后欣賞義姁，其弟義縱靠此關係被拜爲中郎後又被派住上黨郡任縣令。

## 評價
̺歷史上第一個有記載的女醫生，被譽爲巾幗醫家第一人。因醫術高超被召入宮，專爲皇家女眷治病，是中國古代四位女名醫之首。

## 傳作
- 《女國醫》，文泉杰著，2010年樸實文化出版。